# Androfilia e ginefilia
Androfilia e ginefilia são termos usados na ciência comportamental para descrever orientações sexuais ou românticas, como uma alternativa para a conceituação homossexual e heterossexual de gênero binário. Androfilia descreve a atração sexual ou romântica por homens ou masculinidade; ginefilia, ginecofilia ou ginofilia descreve a atração sexual ou romântica por mulheres ou feminilidade. Ambifilia descreve a combinação de ambas a androfilia e a ginefilia em um determinado indivíduo, como a androginofilia, androginefilia ou ginandrofilia, que seria a atração por androginia, ou bissexualidade (adicionalmente ambissexualidade).

Os termos são, objetivamente, utilizados para a identificação de uma pessoa, objeto de atração sem atribuir um sexo ou identidade de gênero da pessoa. Isso pode evitar viés inerente normativo das concepções de sexualidade humana, evitar a confusão e a ofensa ao descrever pessoas em culturas não ocidentais, bem como ao descrever pessoas intersexo, transgênero, altersexo e de terceiro gênero, especialmente aquelas que são não binárias ou estejam fora da binariedade de gênero.

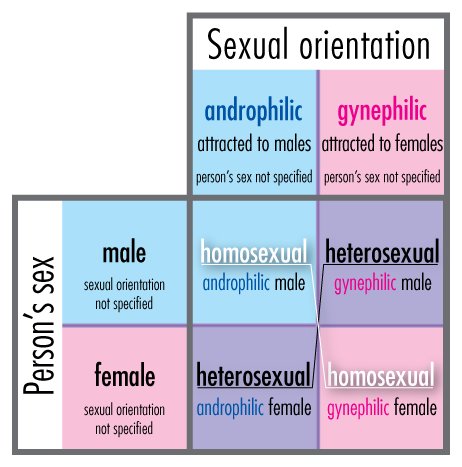
Diagrama mostrando relações de sexo (eixo X) e sexualidade (eixo Y). A matrix homossexual/heterossexual encontra-se dentro da matriz androfílica/ginefílica, porque a terminologia homossexual/heterossexual descreve o gênero e a orientação sexual simultaneamente

## Histórico de uso

### Androfilia
Em uma discussão sobre homossexualidade, sexólogo Magnus Hirschfeld dividiu homens em quatro grupos: pedófilos, que são mais atraídos pela juventude pré-adolescente, efebófilos, que são mais atraídos por jovens, desde a puberdade até os vinte e poucos anos; andrófilos, que são mais atraídos por pessoas entre o início dos vinte e cinquenta anos; e gerontófilos, que são mais atraídos por homens mais velhos, até à velhice senil. De acordo com Karen Franklin, Hirschfeld considerou efebofilia "comum e não patológica, com efebófiles e andrófiles cada totalizando cerca de 45% da população homossexual".
Em seu livro Androphilia, Um Manifesto: Rejeitando a Identidade Gay, Recuperação de Masculinidade, Jack Donovan usa o termo para enfatizar a masculinidade, tanto o objeto e o sujeito de desejo do homossexual masculino e rejeitar a inconformidade sexual que ele vê em alguns segmentos da identidade homossexual.
O termo androssexualidade é usado ocasionalmente como um sinônimo para androfilia. Enquanto que andromania é um termo para usado para designar o apetite sexual excessivo direcionado a homens, semelhante a ninfomania, ambas usando o sufixo mania.
Usos alternativos na biologia e medicina
Em biologia, androfílico é por vezes usado como sinônimo para antropofílico, antropofilia descrevendo parasitas que têm uma série de preferência por seres humanos versus animais não humanos. Androfílica é também por vezes utilizado para descrever certas proteínas e receptores de andrógenos.

### Ginefilia
A palavra aparece na língua grega antiga. Em idílio 8, linha 60, Teócrito usa γυναικοφίλιας como um eufemístico adjetivo para descrever a luxúria de Zeus por mulheres.
Sigmund Freud usou o termo ginecofílico para descrever seu caso de estudo Dora. Ele também usou o termo em correspondência. A variante ginophilia também é usada às vezes.
Raramente, os termos ginessexualidade, ginecossexualidade e ginossexualidade também têm sido usados como sinônimos. A psicóloga Nancy Chodorow propôs que o momento pré-edipiano e foco libidinal na mãe, que ambos meninos e meninas vivenciam, deve ser chamado ginesexualidade ou matrissexualidade para o seu foco exclusivo na mãe.

### Androginefilia
A androginefilia ou androginofilia, também chamada de androginessexualidade ou ginandrofilia, tem múltiplos significados, descrevendo a atração por homens e mulheres ou por ambos os gêneros iguais e diferentes, englobando ambas a ginefilia e androfilia, ou a atração pela androginia ou pessoas andróginas. Ela pode ser vista como sinônima à ambifilia e ser intercambiável com a bissexualidade.

## Interesse sexual em adultos
Seguindo Hirschfeld, androfilia e ginefilia às vezes são usadas em taxonomias para especificar interesses sexuais com base em faixas etárias, que John Money chamou de cronofilia. Em tais sistemas, a atração sexual de adultos é chamada de teleiofilia, mesofilia ou adultofilia. Nesse contexto, androfilia and ginefilia são variantes de gênero significando, respectivamente, "atração por homens adultos" e "atração por mulheres adultas". O psicólogo Dennis Howitt escreve:

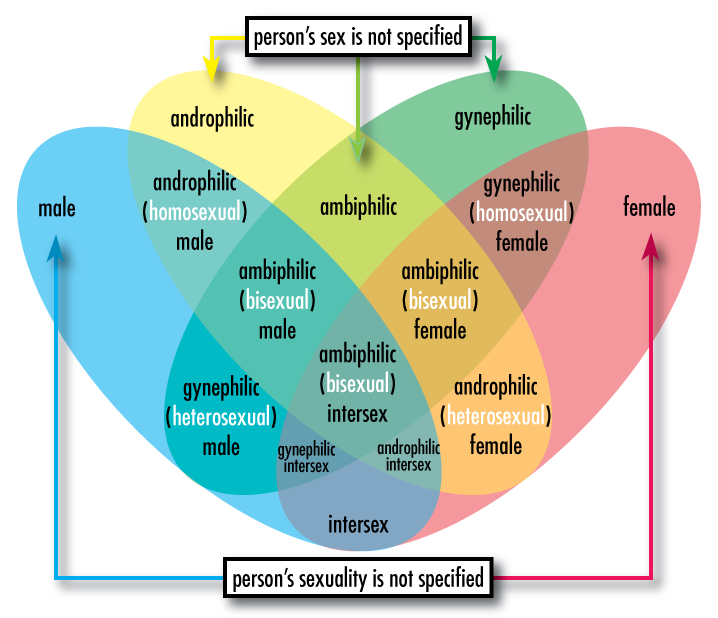
Diagrama de Venn mostrando relações de sexo e sexualidade. Descritores dentro de uma matriz homossexual/bissexual/heterossexual está em branco, para mostrar as diferenças de matriz andrófila/ginéfila/ambifílica

A definição é essencialmente um problema da teoria, e não meramente de classificação, desde que a classificação implica uma teoria, não importa o quão rudimentares. Freund et al. (1984) usou palavras latinescas para classificar a atração sexual nas dimensões de sexo e idade:
- Ginefilia: interesse sexual em mulheres fisicamente adultas
- Androfilia: interesse sexual em homens fisicamente adultos

## Identidade e expressão de gênero
Magnus Hirschfeld distinguiu ginéfilos, bissexuais, andrófilos, assexuais, e narcisistas ou pessoas gênero-variantes automonossexuais. Desde então, alguns psicólogos têm usado transexuais homossexuais, transexuais heterossexuais ou transsexuais não-homossexuais. O psicobiólogo James D. Weirich descreveu essa divisão entre os psicólogos: "Os homens trans que são atraídos por homens (a quem alguns chamam de homossexual e outros chamam de 'androfílicos') estão no canto esquerdo de baixo da tabela XY, a fim de alinhá-las com o processo homens homossexuais (androfílicos) no canto inferior esquerdo. Finalmente, há mulheres trans que são atraídas por mulheres (a quem alguns chamam ginefílicas ou lésbicas)".
O uso de transhomossexual e termos relacionados têm se aplicado a pessoas transgêneras desde a metade do século XX, ainda que preocupações sobre os termos tenham sido expressas desde então.